# Adamo Ruggiero
Adamo Angelo Ruggiero (* 9. června 1986 Mississauga, Ontario, Kanada) je kanadský herec, který je známý hlavně díky roli Marca Del Rossi v seriálu Degrassi: The Next Generation.

## Kariéra
Ruggiero začal hrát v osmi letech. Hrál ve hrách jako je Rudolph the Red-Nosed Reindeer nebo Bye Bye Birdie. Po úvodním konkurzu na Craiga Manninga (Jake Epstein) v roce 2002 začal hrát v seriálu Degrassi roli Marca Del Rossi, homosexuálního teenagera, který bojuje s přijetím své sexuality. Ruggiero od roku 2008 do roku 2012 moderoval televizní hudební show The Next Star. V listopadu 2008 bylo oznámeno, že bude hrát ve vánočním filmu s gay tematikou Make the Yuletide Gay, natáčet se začalo 3. prosince 2008.
V roce 2012 vystupoval ve hře The Neverending Story v divadle Young People's Theatre.
V roce 2013 se Ruggiero zúčastnil interaktivního představení Truth / Dare: A Satire (With Dance), které napsal Salvator Antonio. Představovalo inscenované rekonstrukce scén filmu Madonna: Truth or Dare z roku 1991. Představení se odehrálo v Torontu během Toronto's Pride Week, na představení se také podíleli Keith Cole a Gavin Crawford.

## Osobní život
Adamo Ruggiero pochází z italské katolické rodiny, jeho otec se narodil v Itálii, má staršího bratra Adriana. Studoval na římsko katolické škole St. Dunstan Elementary School a maturoval na Cawthra Park Secondary School v Mississauga, Ontario.
V lednu roku 2008 veřejně prohlásil, že je gay.

## Filmografie[7]
| Rok       | Název                             | Role            | Poznámka |
| --------- | --------------------------------- | --------------- | --- |
| 2002–2009 | Degrassi: The Next Generation     | Marco Del Rossi | Vedlejší role (season 2, 2002–2003) Hlavní role (seasons 3–7, 2003–2008) Hostující role (seasons 8–9, 2008–2009) |
| 2008–2012 | The Next Star                     | Sám sebe        | Moderátor |
| 2009      | Degrassi Goes Hollywood           | Marco Del Rossi | Televizní film                                                                                                   |
| 2009      | Make the Yuletide Gay             | Nathan Stanford | |
| 2010      | Being Erica                       | Luis            | Episody: "Jenny From the Block", "Two Wrongs"                                                                    |
| 2012      | The Pool Date                     | Rio             | Krátký film |
| 2015      | Straight Talk with Adamo Ruggiero | Sám sebe        | Webová série |
| 2016      | Degrassi: Next Class              | Marco Del Rossi | Episoda: "#ThrowBackThursday"                                                                                    |